# Beşiktaş TV
Beşiktaş TV è un'emittente televisiva turca a copertura nazionale dedicata al Beşiktaş.
La TV è stata lanciata nel 2004 ed è visibile in tutta la Turchia tramite il provider turco Digiturk.

## Staff

### Conduttori e corrispondenti
- Burcu Ergin
- Sevde Eğribacak
- Cihangir Gökdoğan
- Aslı Kayıkçı
- E. Tuna Akdemir
- Can Gönenli
- Arda Oral
- Kaan Parlak
- Tamer Şahin
- Şansın Tokyay

## Principali programmi
- Kartalın Günlüğü (Cihangir Gökdoğan ve Şansın Tokyay)
- Dr. Abut ile Sağlıklı Yaşam (Dilek Polat ve Dr. Abut)
- İddaa Ediyoruz (Kerim Can Özdal)
- Kartalın Sporcuları (Burcu Ergin)
- Basketbolsever (Kubilay Keçeli)
- 24 Saniye (Kubilay Keçeli ve Kerem Ergül)
- Geleceğin Kartalları (Sevde Eğribacak)
- Manşet (Cihangir Gökdoğan)
- Usta Kramponlar (Dilek Polat)
- Haftasonu Ekranı (Ceyla Büyükuzun)
- Söz Taraftarda (Cansu Mete)
- Yavru Kartallar (Sevtap Gül)
- Kampüslü Kartallar (Burcu Çopur)
- Sosyal Kafa (Erkan Saka)